# Aconitum chayuense
Aconitum chayuense är en ranunkelväxtart som beskrevs av Wen Tsai Wang. Aconitum chayuense ingår i släktet stormhattar, och familjen ranunkelväxter. Inga underarter finns listade i Catalogue of Life.